# Perebea rubra
Perebea rubra är en mullbärsväxtart. Perebea rubra ingår i släktet Perebea och familjen mullbärsväxter.

## Underarter
Arten delas in i följande underarter:
- P. r. glabrifolia
- P. r. rubra